# Chili Line
La Chili Line, ufficialmente conosciuta come Santa Fe Branch, era un ramo ferroviario a scartamento ridotto di 3 piedi (pari a 914 mm) della Denver and Rio Grande Western Railroad (D&RGW). Correva per 125,6 miglia (202,1 km) da Antonito, Colorado, a Santa Fe, Nuovo Messico. La Denver and Rio Grande Railway (D&RG) iniziò la costruzione della linea nel 1880 e completò la linea da Antonito a Española, Nuovo Messico, ma non poté più costruire a causa di un accordo con la Atchison, Topeka and Santa Fe Railroad (AT&SF). La Texas, Santa Fe and Northern Railroad fu fondata per completare la linea, e la linea tra Española e Santa Fe venne aperta nel 1886 e fu trasferita alla Denver and Rio Grande poco dopo. La D&RGW chiuse la Chili Line nel 1941 a causa della concorrenza del trasporto su strada, e di conseguenza la linea venne dismessa poco dopo.

## Etimologia
La Chili Line era ufficialmente conosciuta come Santa Fe Branch. Il suo soprannome è stato attribuito al suo trasporto, che ha messo in evidenza i peperoncini New Mexico, e alla gastronomia dei suoi clienti.